# (3861) Лоренц
(3861) Лоренц (нем. Lorenz) — типичный астероид главного пояса, который принадлежит к светлому спектральному классу S. Он был обнаружен 30 марта 1910 года американским астрономом Джозефом Хелффричем в Гейдельбергской обсерватории и назван в честь выдающегося австрийского учёного и одного из основоположников этологии — Конрада Лоренца.

Орбита астероида Лоренц и его положение в Солнечной системе